# Sesvete

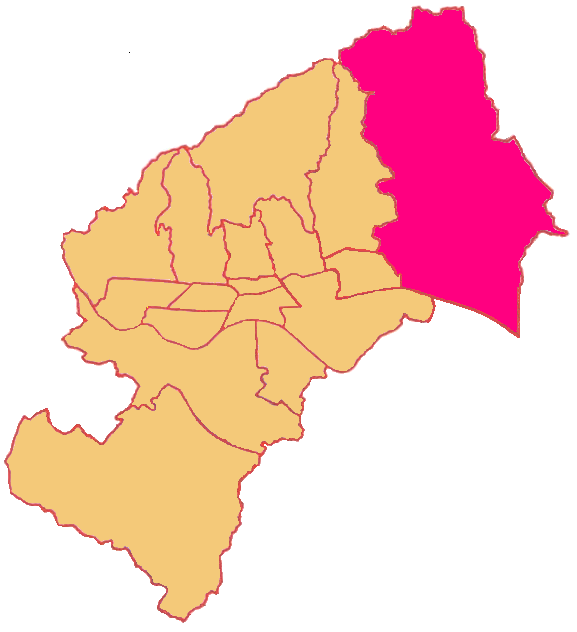
Locatie van Sesvete in Zagreb

Sesvete is het oostelijkste district van de Kroatische hoofdstad Zagreb. De stad heeft (per 2005) 52.411 inwoners. Een belangrijke bron van inkomen is het toerisme. Enkele verbindingen naar de stad Zagreb gaan door Sesvete.
Sesvete beslaat zo'n 42 dorpen.